# Cosmoclimatología
La cosmoclimatología es una controvertida teoría científica que sostiene la existencia de una regulación climática a través de los cambios en la intensidad del flujo de rayos cósmicos que alcanzan la atmósfera terrestre. Los rayos cósmicos ionizarían la baja atmósfera favoreciendo la formación de aerosoles, los cuales actuarían como las semillas de condensación necesarias para la formación de nubes. Las nubes ejercen un importante efecto albedo, haciendo rebotar fuera de la atmósfera buena parte de la radiación solar, que de otra manera calentaría la superficie terrestre. Según Henrik Svensmark, principal autor de esta teoría, el efecto de la variación de la cobertura nubosa global sobre el balance radiativo terrestre sería, cuanto menos, de igual magnitud al efecto invernadero achacado a las emisiones antropogénicas de CO2.
Esta teoría, publicada en octubre de 2006 en la revista Proceedings of the Royal Society ha sido fuertemente rebatida por numerosos miembros de la comunidad científica, si bien su validez sigue siendo objeto de debate. 

## Teoría
El término Cosmoclimatología fue sugerido por su autor, el danés Henrik Svensmark, director del Centro para la investagión del Clima Solar perteneciente al Danish Space Research Institute (DSRI), que es parte del Danish National Space Center. 
La teoría nació tras observar una fuerte correlación entre la intensidad del magnetismo solar y la temperatura global del planeta; un descubrimiento de Eigil Friis-Christensen, de la misma institución danesa. En un artículo publicado en 1991 junto con Friis-Christensen, se propuso la base de la teoría, sin que ésta tuviese ninguna repercusión en la comunidad científica.
La capacidad de la radiación cósmica para ionizar la atmósfera es bien conocida, y de hecho es esta propiedad la que permitió a Victor Franz Hess su descubrimiento en 1911. Cuando un rayo cósmico de alta energía llega a la atmósfera, interactúa con los átomos que la forman liberando electrones. Los electrones actuarían como catalizadores, promoviendo la formación de pequeños clústeres de moléculas de ácido sulfúrico,[cita requerida] en torno a los cuales se condensaría el vapor de agua favoreciendo así la formación de nubes.
La teoría parece dar explicación al gran número de datos que indicaban la existencia de una fuerte relación entre el Sol y el clima. Anteriores intentos habían fracasado a la hora de explicar cómo variaciones de solo el 0,1% de la intensidad lumínica a lo largo de un ciclo solar, podían explicar grandes cambios climáticos en la Tierra. Sin embargo el efecto albedo producido por la cubierta nubosa de la Tierra es lo suficientemente importante para que variaciones de solo el 2% de la cobertura global de nubes suponga una variación en el balance radiativo de -1,2Wm-2.[cita requerida]
El flujo de rayos cósmicos es consecuencia no solo de la variación en la actividad del astro rey sino de una compleja interacción entre el medio interestelar, la actividad solar y los campos magnéticos. Las partículas solares irradiadas con el viento solar expanden su campo magnético, el cual actúa como muro de contención frente al flujo de rayos cósmicos procedentes del espacio exterior. Un Sol especialmente potente expande la heliosfera, potenciando su efecto como muro frente a los rayos cósmicos. Por otra parte, nuestro sistema solar en el deambular por la galaxía atraviesa regiones más densas en estrellas, y por tanto con más actividad de rayos cósmicos. Cambios en el campo magnético terrestre (inversiones de polaridad, debilitamiento, etc.) también pueden suponer una variación en el escudo local. En consecuencia, la radiación cósmica que ha alcanzado la superficie terrestre ha variado a lo largo de los eones.

## Correlación con la historia climática
Gracias al efecto favorable que tienen los rayos cósmicos sobre la formación de isótopos radiactivos de Berilio-10 existe un excelente registro geológico de dicho flujo en la superficie terrestre. Correlacionando este registro histórico con los datos del registro climático el autor propone la existencia de diversos ciclos climáticos:
Durante los últimos 550 millones de años, la Tierra ha fluctuado más o menos cada 120 m.a. entre un clima glacial (con existencia de capas de hielo en los polos) y otro libre de hielo. Estas variaciones han tenido una estrecha coincidencia con el flujo de rayos cósmicos tal y como revela el Be10. Nir Shaviv, de la Universidad Hebrea de Jerusalén, junto con Jan Veizer de la Universidad de Ottawa, vinculan esa variación al viaje del sistema solar a través de la galaxia. Ellos proponen que las edades de hielo se corresponderían a encuentro con los brazos espirales de la galaxia, donde abundan las regiones de intensa formación estelar y supernovas, que ocasionarían intensos flujos de radiación cósmica.
Por debajo de estos ciclos cada 100 ma. parece existir otros ciclos menores aproximadamente 34 m.a. y que corresponderían con las oscilaciones del sistema solar en torno al plano ecuatorial de la galaxia. Las fases frías coinciden con el paso a través del plano galáctico, donde la concentración de estrellas es mayor. 
También se ha propuesto que la influencia de regiones de formación estelar especialmente intensas, pudieron ser la causa de los episodios de Tierra "bola de nieve" que hace unos 700 y 2300 m.a. extendieron los glaciares hasta latitudes ecuatoriales. Nir Shaviv ya señaló con anterioridad la coincidencia de estos episodios de Tierra "bola de nieve" del neoproteozoico con la mayor tasa de formación estelar de la Vía Láctea.
Según Svenmark, los registros de la cobertura nubosa obtenida por satélite se ajustan perfectamente con la radiación cósmica registrada. Durante los últimos 100 años este registro muestra una importante reducción en el flujo de radiación cósmica que explicaría el calentamiento observado. Además, la teoría es capaz de explicar las anomalías en el enfriamiento diferencial entre el hemisferio norte y la Antártida, puesto que en esta última las nubes tendrían un inusual efecto de calentamiento. Svensmark se basó en estos datos para proclamar que la radiación cósmica "tenía más efecto en el clima que las emisiones antropogénicas de CO2".[cita requerida]
Estas correlaciones han sido puestas en entredicho en diversos artículos científicos. Lockwood y Claus Froehlich respondieron con un artículo científico en el que concluían que el incremento de la temperatura media global se correlaciona tan poco con la variabilidad solar que no puede ser adscrito a ningún mecanismo causal entre ambos, aunque sí acepta una importante evidencia de la influencia solar en el clima de la era preindustrial, y en algún grado para la primera mitad del siglo XX. El propio Svensmark respondió en 2007 indicando que el mencionado artículo erró al correlacionar radiación cósmica con temperaturas superficiales, pues la relación debía verificarse en la troposfera. Asimismo indicó la necesidad de reelaborar esos análisis sin promediar la temperatura entre décadas, pues de esta manera se eliminaba la influencia real. Esta respuesta no ha sido publicada por ninguna publicación científica.
Posteriormente se publicó otro artículo titulado "Testing the proposed causal link between cosmic rays and cloud cover", en el que el autor no encuentra relación estadísticamente significativa entre cobertura nubosa y radiación cósmica durante los últimos 20 años. En cambio H. Brown sí encontró una relación significativa.

## Necesidad de verificación experimental
La teoría necesita una comprobación experimental de la capacidad de los rayos cósmicos para acelerar la formación de aerosoles que actúen como nuceladores de las nubes.

### SKY
Hasta ahora la única comprobación procede del experimento SKY, llevado a cabo por el propio Svensmark. En éste, en los sótanos del Danish National Space Center, en una atmósfera controlada y utilizando los muones naturales que atravesaban las paredes del edificio, así como lámparas UV para emular la radiación solar a gran altura, pudo verificar la formación de núcleos de condensación.

### CLOUD
Actualmente se está preparando otro experimento bajo el auspicio del CERN denominado CLOUD, donde usando un ciclotrón irradiarán una atmósfera mucho más controlada. Se espera que en 2010 se obtengan los primeros resultados.